# 414 (tal)
414 är det naturliga heltal som följer 413 och följs av 415.

## Matematiska egenskaper
- 414 är ett polygontal[1].
- 414 är ett jämnt tal.
- 414 är ett palindromtal i det decimala talsystemet.

## Inom vetenskapen
- 414 Liriope, en asteroid.